# Zero Install
Zero Install é um meio de distribuição de software para sistemas Linux e UNIX-like.

## Método de operação
Em vez do método tradicional de fazer o download de um pacote de software, extrair, instalar, e só depois poder usar o software, pacotes distribuídos com o Zero Install precisam simplesmente de ser abertos.